# Hinterbrühl
Hinterbrühl är en ort och kommun  i Österrike. Den ligger i distriktet Mödling i förbundslandet Niederösterreich, cirka 16 kilometer sydväst om Wien.
Kommunen består av fyra orter (Ortschaften) (inom parentes invånarantal 1 januari 2024):
- Hinterbrühl (3 327)
- Sparbach (254)
- Wassergspreng (22)
- Weissenbach bei Mödling (292)